# Пофалдовник
Пофалдовник (Rhytidiadelphus) — рід мохів родини Hylocomiaceae.
Вперше цей рід був описаний Карлом Густавом Лімпріхтом у 1906 році.
Рід має космополітичне поширення.
Види:
- Rhytidiadelphus japonicus T. Koponen, 1971[1]
- Rhytidiadelphus loreus Warnstorf, 1906[1]
- Rhytidiadelphus printzii Kaalaas, 1919[1]
- Rhytidiadelphus squarrosus Warnstorf, 1906[1]
- Rhytidiadelphus triquetrus Warnstorf, 1906[1]